# Baturyn
Baturyn (ukrainisch Батурин; russisch Батурин Baturin) ist eine Stadt im Osten der nordukrainischen Oblast Tschernihiw mit etwa 2500 Einwohnern (2018) und das administrative Zentrum der Gebietsgemeinschaft Baturyn.

## Geographische Lage
Die Stadt liegt im Nordosten des Rajon Nischyn auf 145 m Höhe am linken Ufer des Flusses Seim 24 km nördlich vom ehemaligen Rajonzentrum Bachmatsch und etwa 130 km östlich vom Oblastzentrum Tschernihiw.
In Baturyn trifft die Regionalstraße P–61 auf die Fernstraße M 02/E 101.

## Geschichte

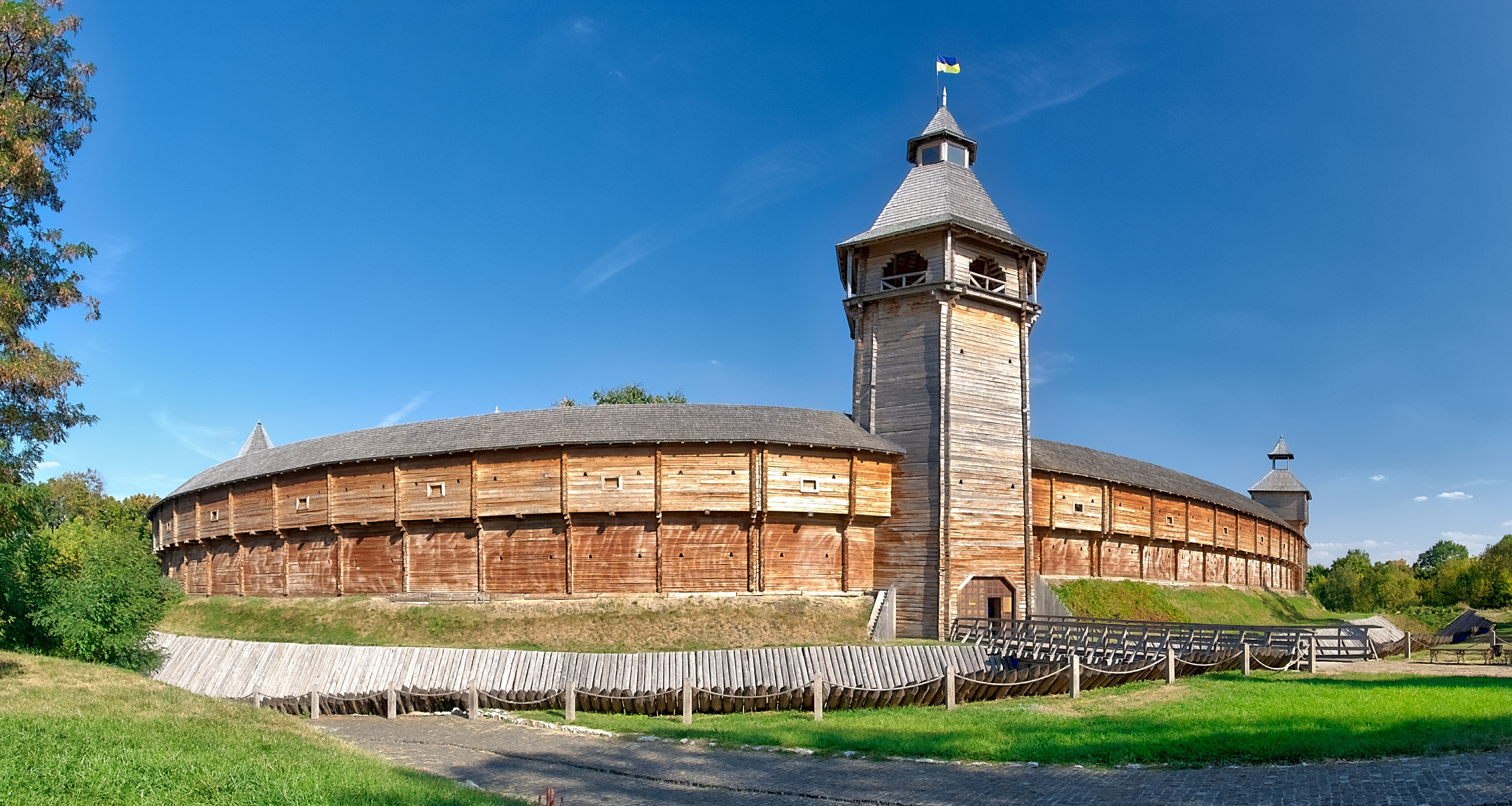
Festung Baturyn

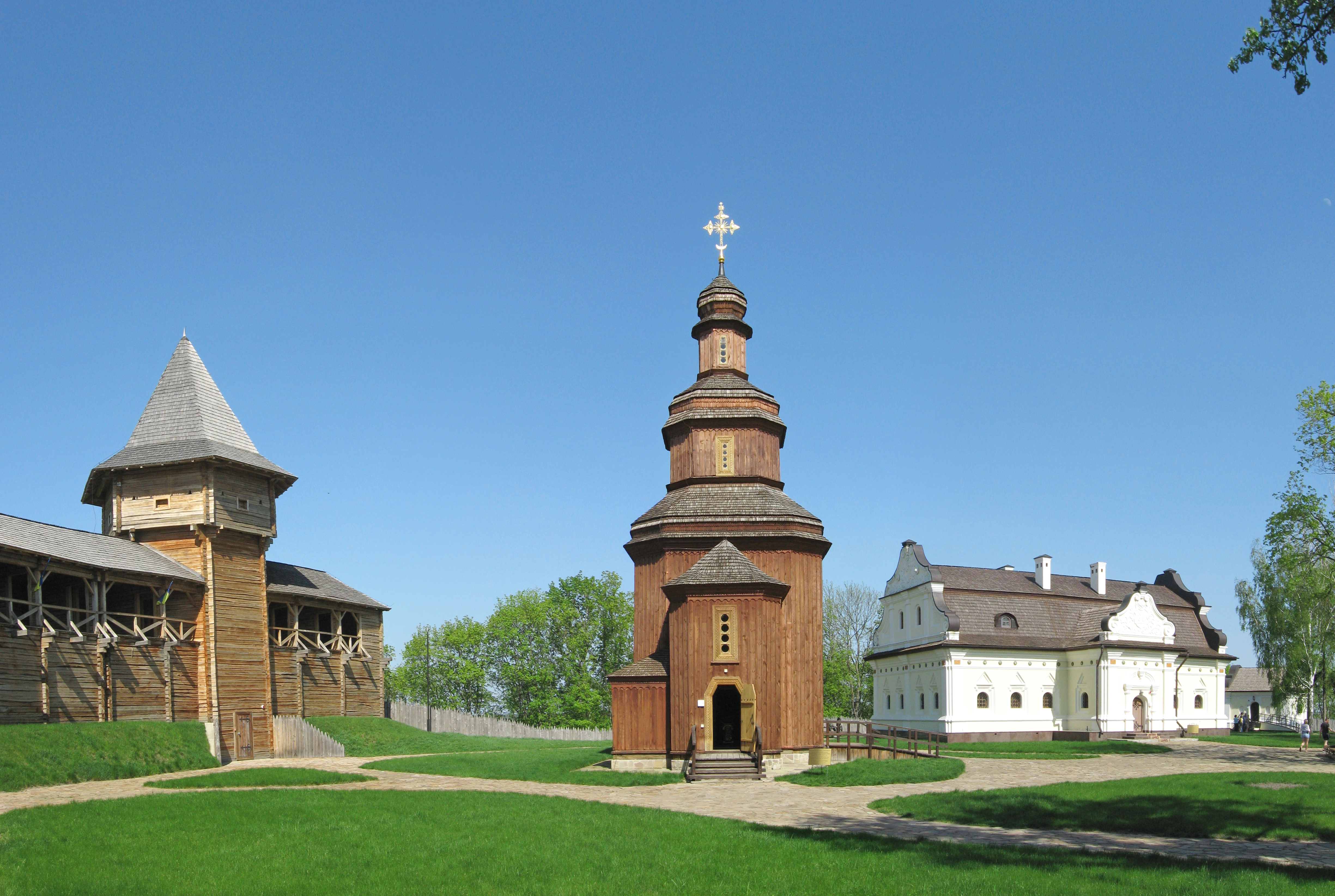
Rekonstruierte Holzkirche

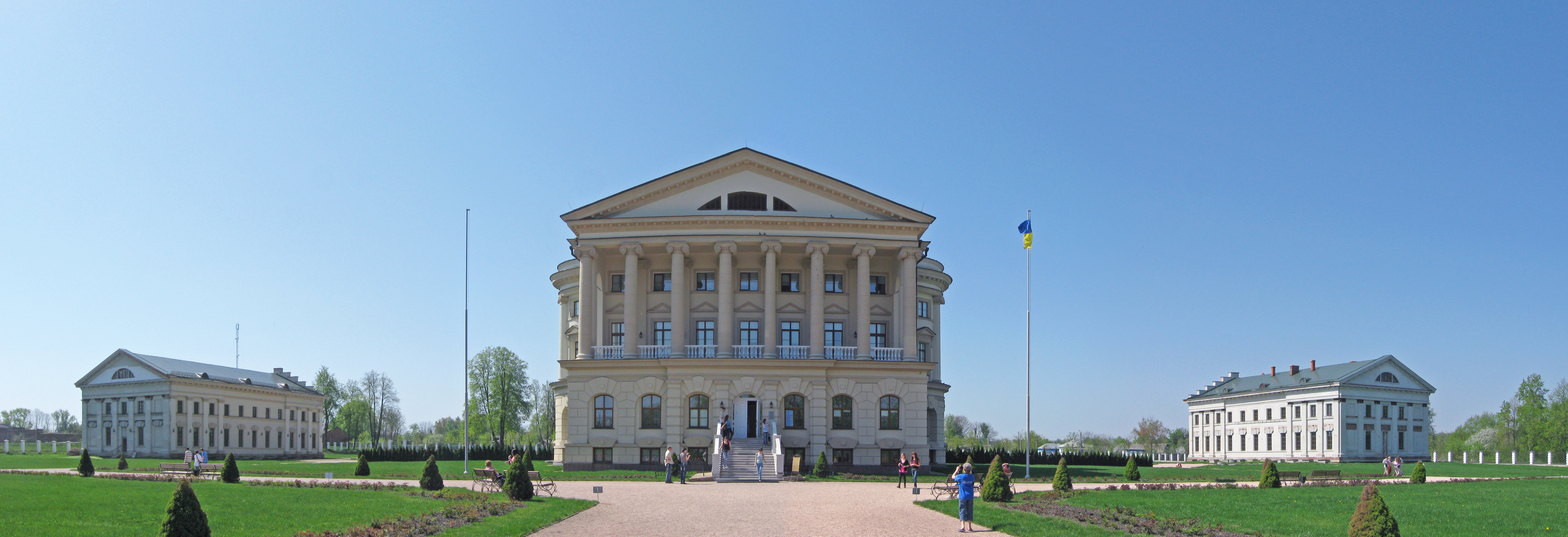
Rosumowskyj-Palast in Baturyn

Die Stadt soll aus einer Befestigungsanlage entstanden sein, welche der Großfürst von Tschernihiw dort errichtet hatte. Erstmals namentlich erwähnt wird Baturyn in Dokumenten aus dem Jahr 1625, als der polnische Adel nach der Eroberung von Tschernigow-Sewerien hier eine Festung errichtete. Nach der Lossagung der Kosaken von Polen-Litauen wurde 1648 Baturyn zu einem regionalen Zentrum einer Kosakeneinheit (sotnja). Zwischen 1669 und 1708 war Baturyn die Hauptstadt des Hetmanats, einer autonomen Kosakenrepublik, welche mit dem Russischen Kaiserreich verbunden war.
Unter der Herrschaft des Atamans Iwan Masepa wuchs der Ort schnell auf 20.000 Menschen an. Damals verfügte Baturyn über 40 Kirchen und Kapellen, zwei Klöster und ein Kolleg für Staatsbedienstete und Diplomaten. Im Zuge des Großen Nordischen Krieges, in welchem sich das Hetmanat unter Masepas Führung gegen die Russen mit Schweden unter Karl XII. verbunden hatten, wurde die Stadt am 13. November 1708 von der russischen Armee unter Alexander Menschikow geplündert und bis auf die Grundmauern zerstört. Hierbei sollen etwa 6.000 bis 7.500 Zivilisten und 5.000 bis 6.500 Militärangehörige das Leben verloren haben.
Der Ort wurde erst in den 1750ern wiederaufgebaut und war unter dem Hetman Kyrylo Rosumowskyj noch einmal Hauptstadt eines Hetmanats, bis die russische Kaiserin Katharina die Große den Kosakenstaat 1764 auflöste.
Taras Schewtschenko besuchte Baturyn 1843 und beschrieb anschließend in seinem Werk die Zerstörung der Stadt durch die Truppen Menschikows.
Nach dem Tod Rosumowskyjs verlor die Ortschaft an Bedeutung, so dass sie heute eine kleine Stadt ist, deren Einwohner überwiegend von der Landwirtschaft leben. 2008 erhielt die Siedlung städtischen Typs den Status einer Stadt. 2009 wurde der Barockpalast Rosumowskyjs renoviert und die Skulpturengruppe Gebet für die Ukraine errichtet.

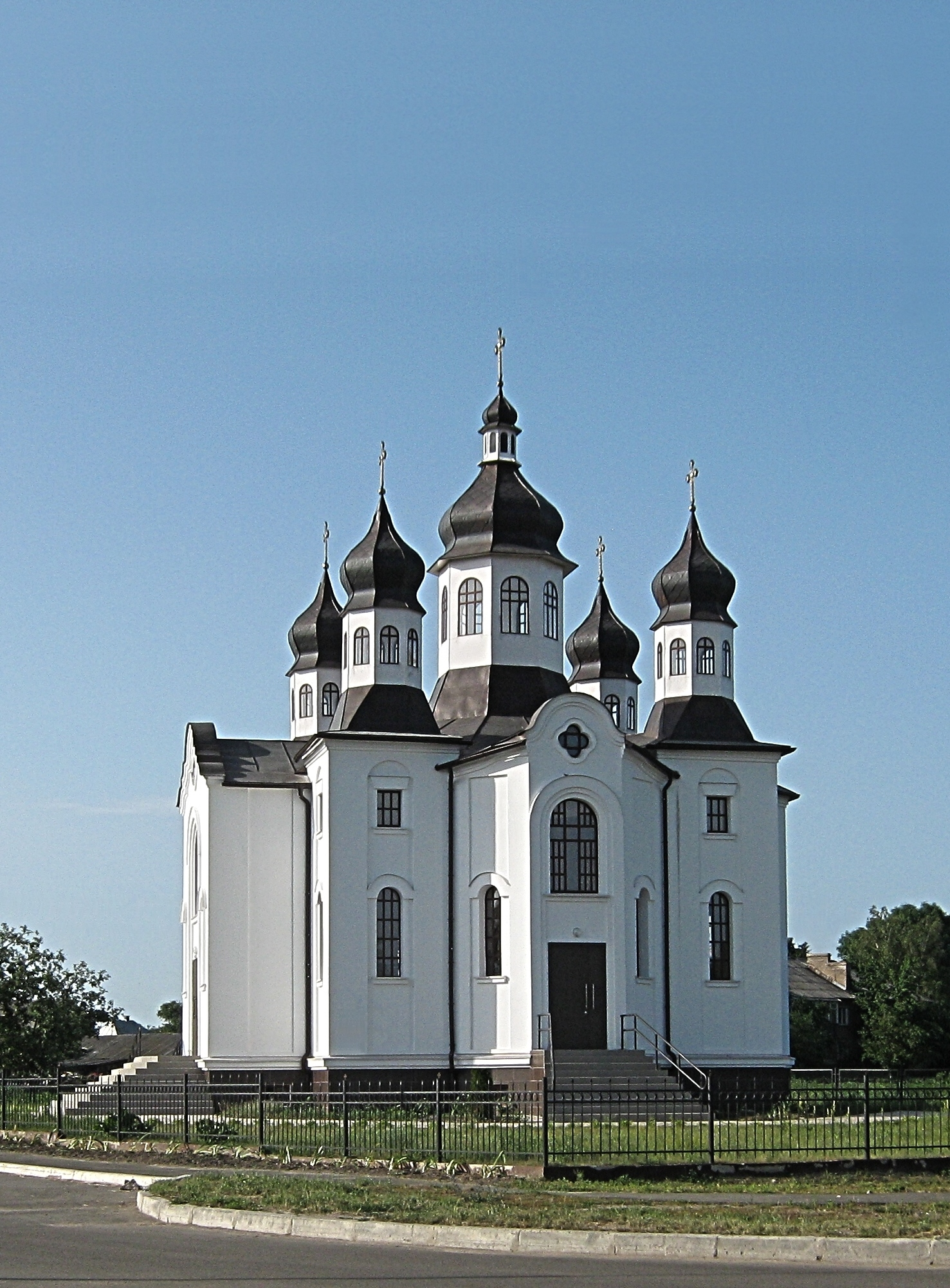
Pokrowska-Kirche

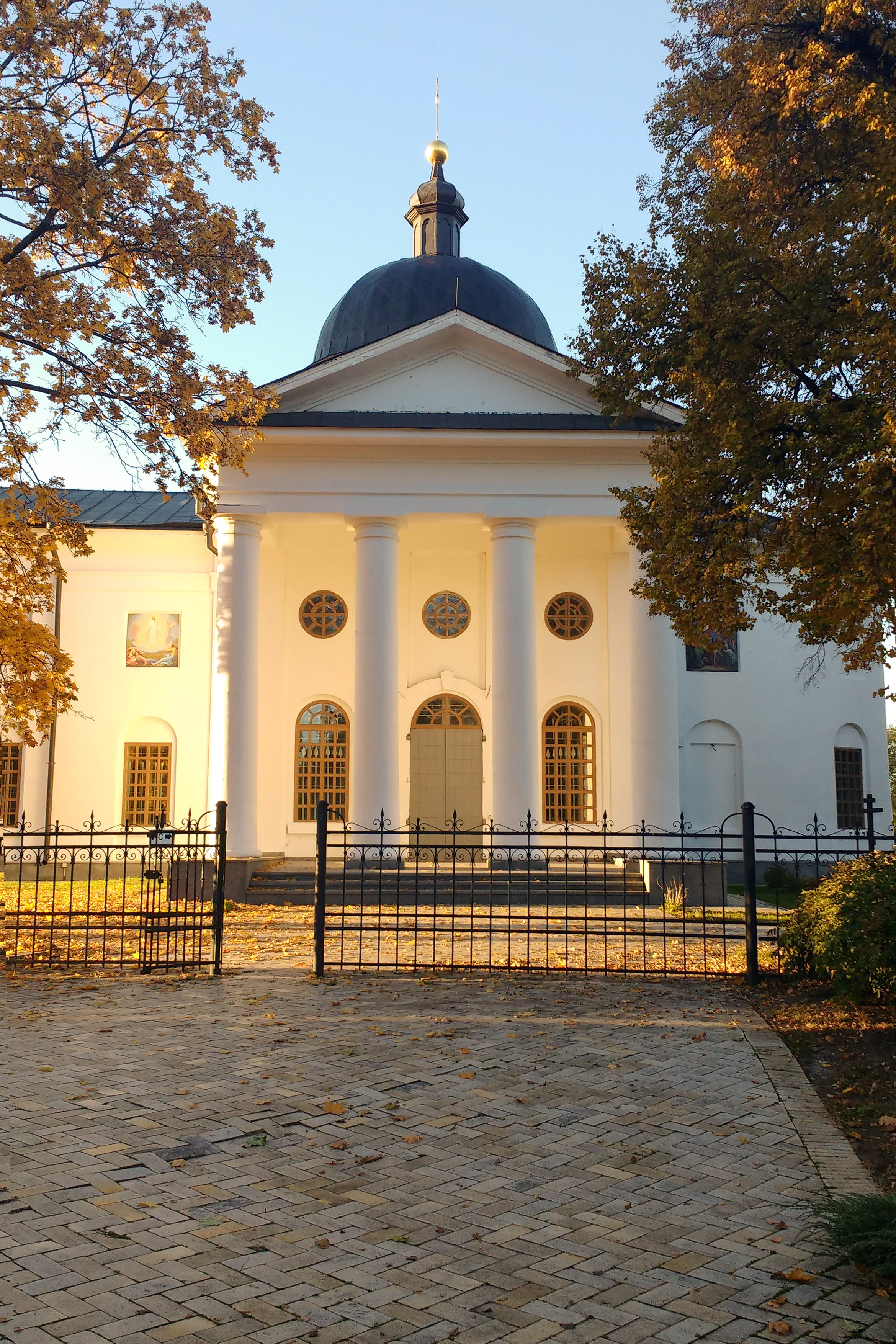
Klassizistische Auferstehungskirche mit dem Grab Rasumowskis

## Verwaltungsgliederung
Am 7. Juli 2016 wurde die Stadt zum Zentrum der neugegründeten Stadtgemeinde Baturyn (Батуринська міська громада/Baturynska miska hromada). Zu dieser zählen auch die 10 Dörfer Bondari, Horodyschtsche, Lissowa Poljana, Matijiwka, Mosty, Nowe Polissja, Obirky, Schumyn, Tschasnykiwka und Wesseliwka sowie die Ansiedlungen Holubiw, Kaziry, Lopatyn, Prochory und Schumejkyne, bis dahin bildete sie die gleichnamige Stadtratsgemeinde Baturyn (Батуринська міська рада/Baturynska miska rada) im Norden des Rajons Bachmatsch.
Am 12. Juni 2020 kam noch weiter 11 in der untenstehenden Tabelle aufgelistete Dörfer zum Gemeindegebiet.
Am 17. Juli 2020 kam es im Zuge einer großen Rajonsreform zum Anschluss des Rajonsgebietes an den Rajon Nischyn.
Folgende Orte sind neben dem Hauptort Baturyn Teil der Gemeinde:
| Name                     | Name          | Name                               |
| ukrainisch transkribiert | ukrainisch    | russisch                           |
| ------------------------ | ------------- | ---------------------------------- |
| Bondari                  | Бондарі       | Бондари                            |
| Holubiw                  | Голубів       | Голубев (Golubew)                  |
| Horodyschtsche           | Городище      | Городище (Gorodischtsche)          |
| Karpenkowe               | Карпенкове    | Карпенково (Karpenkowo)            |
| Kaziry                   | Каціри        | Кациры                             |
| Krasne                   | Красне        | Красное (Krasnoje)                 |
| Lissowa Poljana          | Лісова Поляна | Лесовая Поляна (Lessowaja Poljana) |
| Lopatyn                  | Лопатин       | Лопатин (Lopatin)                  |
| Matijiwka                | Матіївка      | Матиевка (Matijewka)               |
| Mosty                    | Мости         | Мосты                              |
| Myttschenky              | Митченки      | Митченки (Mittschenki)             |
| Nowe Polissja            | Нове Полісся  | Новое Полесье (Nowoje Polesje)     |
| Obirky                   | Обірки        | Обирки (Obirki)                    |
| Obmatschiw               | Обмачів       | Обмачев (Obmatschew)               |
| Ossitsch                 | Осіч          | Осич                               |
| Paltschyky               | Пальчики      | Пальчики (Paltschiki)              |
| Prochory                 | Прохори       | Прохоры                            |
| Pyrohiwka                | Пирогівка     | Пироговка (Pirogowka)              |
| Schumejkyne              | Шумейкине     | Шумейкино (Schumeikino)            |
| Schumyn                  | Шумин         | Шумин (Schumin)                    |
| Slobidka                 | Слобідка      | Слободка (Slobodka)                |
| Tassujiw                 | Тасуїв        | Тасуев (Tassujew)                  |
| Tschasnykiwka            | Часниківка    | Часниковка (Tschasnikowka)         |
| Werbiwka                 | Вербівка      | Вербовка (Werbowka)                |
| Wessele                  | Веселе        | Весёлое (Wessjoloje)               |
| Wesseliwka               | Веселівка     | Веселовка (Wesselowka)             |